# 衞藤瀋吉
衞藤 瀋吉（えとう しんきち、1923年（大正12年）11月16日 - 2007年（平成19年）12月12日）は、日本の国際政治学者。専門は、中国を中心とする東アジア政治史、国際関係論。東京大学名誉教授、亜細亜大学名誉教授。亜細亜大学学長、東洋英和女学院院長を歴任。

## 経歴
出生から修学期
1923年、旧満州奉天（現・瀋陽）で生まれた。「エリート教育、特殊教育を実践したユニークな学校」として知られていた満洲教育専門学校附属奉天千代田小学校を卒業。1941年に奉天第一中学校、1943年に第一高等学校文科甲類を卒業。同年、東京帝国大学法学部政治学科に入学。
しかし、同1943年の学徒出陣により陸軍に入隊。広島市の大本営第2通信隊に所属した1945年8月、広島駅近くの松本商業（現・瀬戸内高校）内にあった建物内で被爆。その後一週間以上、広島市内で救護活動にあたった。
太平洋戦争後
戦後復学し、1948年に東京大学法学部政治学科を卒業。
1948、東京大学東洋文化研究所助手に採用された。1953年、東京工業大学理工学部助教授に就いた。1956年、東京大学教養学部助教授に転じ(1956-1967年)、東京工業大学については1958年から1959年まで併任扱いで兼任した。1967、東京大学教養学部教授に昇格。1984年に東京大学を退任し、名誉教授となった。
東京大学退任後
東京大学を退官後は、1984年4月より青山学院大学国際政治経済学部教授を務めた。1987年、亜細亜大学学長に就任（1995年まで）。亜細亜大学学長時代に、いわゆる「一芸一能入試」や「正規単位取得型の留学プログラム(AUAP)」を導入し、制度化したことでも知られる。
1995年からは東洋英和女学院院長を務め、2002年に退任。2007年12月12日午後4時0分、胃噴門部がんのため逝去。享年84。

### 委員・役員ほか
- アジア政経学会理事長（1978-1981,1983-1985）
- 財団法人アジア研究協会理事長
- 財団法人平和・安全保障研究所理事
- 財団法人女性のためのアジア平和国民基金副理事長
- 財団法人国際文化交換協会理事
- 社団法人日本スカッシュ協会会長
- 財団法人りそなアジア・オセアニア財団理事
- 日本戦略研究フォーラム[4]理事
- 国立国会図書館納本制度調査会会長（1996年）
- 国会議員の秘書に関する調査会委員長（1991年）
- 財団法人日中友好会館 「日中友好岸関子賞」選考委員

## 受賞・栄典
- 1966年：第1回吉野作造賞を受賞。[1]
- 1991年：紫綬褒章[1]
- 1996年：第7回福岡アジア文化賞学術研究賞を受賞。[5]
- 2001年：勲二等瑞宝章

## 研究内容・活動
専門は中国を中心とする近世・近代の東アジア政治史、国際関係論。東京大学東洋文化研究所時代に植田捷雄に師事し、清朝末期の中国政治外交史研究から研究を開始し、次第に国際関係論研究に進んでいった。新中国の政権を担う中国共産党の歴史的理解の重要性に着目し、共産党による革命運動史の実証的研究にいち早く取り組んだ。
シミュレーションの活用、『人民日報』の記述内容分析など、当時米国の国際関係論研究で導入されはじめた先進的手法を応用した研究を行なう一方で、論壇においても活躍した。
指導学生
門下生に平野健一郎、山本吉宣などがいる。また、直接の指導学生ではないが、岡部達味は国際基督教大学助手時代、衛藤の元に通う「押しかけ弟子」であったと語っている（共著もある）。

## 家族・親族
- 父：衞藤利夫は、満鉄奉天図書館長・日本図書館協会理事長を務めた[注釈 2]（1883-1953年）。

## 著書

### 単著
- 『無告の民と政治：新生日本外政論』番町書房 1966年
  - 新版 東京大学出版会 1973
- 『近代中国政治史研究』東京大学出版会 1968
- 『東アジア政治史研究』東京大学出版会 1968
中国語訳『東亜政治史研究』水牛出版社 2000
- 『眠れる獅子』(大世界史 20) 文藝春秋 1969
- 『日本の進路』東京大学出版会 1969
- 『佐藤栄作』(日本宰相列伝 22) 時事通信社 1987
- 『学長の鈴：偏差値より個性値』読売新聞社 1988
- 『個性値教育のすすめ：くたばれ偏差値 偏差値病につかれた親に捧げる本』ごま書房 1989
- 『二流のすすめ：21世紀をになう者』講談社 1993
- 『近代東アジア国際関係史』東京大学出版会 2004

### 著作集
- 『衞藤瀋吉著作集』全10巻、東方書店 2003-2004

1. 『近代中国政治史研究』
2. 『東アジア政治史研究』
3. 『近代アジア国際関係史』
4. 『眠れる獅子』
5. 『中国分析』
6. 『国際政治研究』
7. 『日本人と中国』
8. 『無告の民と政治』
9. 『日本の進路』
10. 10巻『佐藤栄作』

### 編著
- 『アジア現代史』毎日新聞社 1969
- 『大国におもねらず小国も侮らず』自由社 1973
- 『国際社会における相互依存の構造分析』世界経済情報サービス 1977
- 『日本をめぐる文化摩擦』弘文堂 1980
- 『現代中国政治の構造』日本国際問題研究所 1982
- 『大学国際化への挑戦：亜細亜大学の試み』サイマル出版会 1993
- 『共生から敵対へ：第4回日中関係史国際シンポジウム論文集』東方書店 2000

### 共編著
- 『中国外交文書辞典 清末篇』植田捷雄・魚返善雄・坂野正高・曽村保信共著、学術文献普及会、1954
- 『中華民国を繞る国際関係：1949-65』岡部達味・松本繁一・向山寛夫共著、アジア政経学会 1967
- 『中国をめぐる国際政治：影像と現実』坂野正高共著、東京大学出版会 1968
- 『新しい大学像をもとめて』内田忠夫共著、日本評論社 1969
- 『世界の中の日本：安全保障の構想』(講座日本の将来 3) 永井陽之助共著、潮出版社 1969
- 『世界の中の中国』岡部達味共著、読売新聞社 1969
- 『東アジア』(現代の世界 3) 宮下忠雄・佐藤慎一郎共著、ダイヤモンド社 1970
- 『日本の新しい進路：70年代への提言』山陽新聞社編、鹿島出版会 1971
- 『大国日本の進路』坂本二郎ほか著、自由社 1971
- 『中国報道の偏向を衝く：調査報告 自由な新聞の危機』三好修著、日新報道 1972
- 『近代中国研究入門』坂野正高・田中正俊共著、東京大学出版会 1974
- 『世界政治・経済を見る眼』篠原三代平著、世界経済情報サービス 1978
- 『戦後世界データハンドブック』浦野起央・嵯峨座晴夫共著、世界経済情報サービス 1979
- 『日本の安全・世界の平和：猪木正道先生退官記念論文集』原書房 1980
- 『国際関係論』公文俊平・平野健一郎・渡辺昭夫共著、東京大学出版会 1982
  - 第二版 1989
- 『鈴江言一伝：中国革命にかけた一日本人』許淑真著、東京大学出版会 1984
- 『日中戦争と日中関係：盧溝橋事件50周年日中学術討論会記録』井上清共著、原書房 1988
- 『総合安保と未来の選択』山本吉宣著、講談社 1991
- China's Rpublican Revolution, coedithed with Harold Z. Schiffrin, (University of Tokyo Press, 1994).
- 『近代在華日人顧問資料目録』李廷江編、中華書局 1994

### 訳書
- E・H・カー『両大戦間における国際関係史』弘文堂 1959、清水弘文堂 1968
- J・K・フェアバンク『人民中国論』読売新聞社 1970
- ケネス・ボールディング『紛争の一般理論』ダイヤモンド社 1971
- 『毛沢東思想万歳』上下、監訳、三一書房 1974-1975
- 宮崎滔天『三十三年の夢』[注釈 3]
  - 英訳版My Thirty-Three Years' Dream, the Autobiography of Miyazaki Toten, (Princeton University Press, 1982).

## 外部サイト
- 衞藤瀋吉先生を偲ぶ会